# فوغن لي
فوغن لي (بالإنجليزية: Vaughan Lee) هو فنان قتال مختلط بريطاني، ولد في 15 أكتوبر 1982 في برمنغهام في المملكة المتحدة.

## وصلات خارجية
- الموقع الرسمي
- فوغن لي على موقع يو إف سي (الإنجليزية)
- فوغن لي على موقع شيردوغ (الإنجليزية)
- فوغن لي على موقع Tapology.com (الإنجليزية)
- فوغن لي على موقع إي إس بي إن (الإنجليزية)
- فوغن لي على موقع IMDb (الإنجليزية)